# Forte de São João da Barra
O Forte de São João da Barra, também designado por Forte de São João Baptista e Forte da Conceição, localiza-se para leste da localidade de Cabanas de Tavira, numa pequena colina subjacente à Ria Formosa.
Classificado como Imóvel de Interesse Público, actualmente constitui-se num empreendimento turístico .

## História

### Antecedentes
Os terrenos onde foi erigido o forte pertenciam às terras da Gomeira e o local onde mais tarde o forte foi erguido pensa-se que serviram de assento à Torre da Raposa, uma torre de menagem mourisca semelhante à Torre de Aires e que serviam de atalaia para vigia da costa, da qual apenas se conhece a sua existência por autores do século XVI.

### Construção do forte
Remonta ao contexto da Guerra da Restauração da Independência Portuguesa, erguido por iniciativa de Nuno de Mendonça, 2º conde de Vale de Reis, enquanto Governador das Armas do Reino do Algarve em 1656. Foi ampliado em 1670, estando esses trabalhos concluídos em 1672. Supõe-se que o engenheiro militar francês Pedro de Santa Colomba esteve envolvido nos seus planos de arquitectura, o que aconteceu com outros fortes próximos. O italiano João Vanicelli, mestre de campo dos exércitos do Algarve, também foi apontado entre os arquitectos. Mateus do Couto é outro nome também referenciado.

### Após a construção

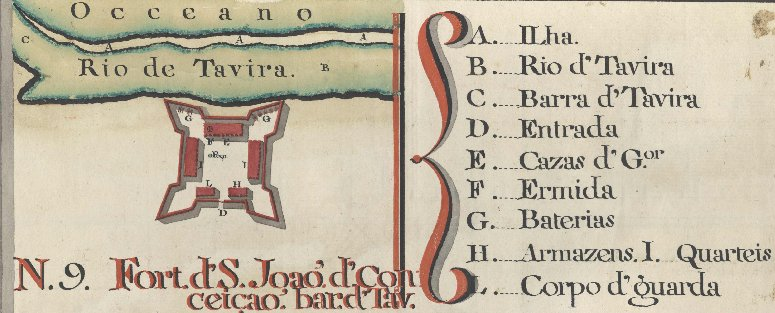
Planta do Forte de São João da Barra (1784), da autoria do engº militar José Sande de Vasconcelos

Danificado pelo terramoto de 1755, foi remodelado em 1793, no reinado de Maria I de Portugal.
Durante a 1ª invasão francesa de 1808, o forte foi tomado pelo capitão Sebastião Martins Mestre, com o auxílio de populares, tendo em vista o auxílio de uma rebelião que se adivinhava no Algarve contra o jugo francês, veio a rebentar em Olhão. Martins Mestre ficou depois como governador do forte até 1819, quando se reformou.
Após a Guerra Civil Portuguesa (1828-1834), foi parcialmente desactivado, conservando uma pequena guarnição até 1897.
A primeira Escola Oficial para rapazes da freguesia da Conceição funcionou no forte desde 1857 até 1865, data da conclusão das obras do edifício da actual Escola do 1º Ciclo da Conceição.
Serviu de posto da Guarda fiscal de Cabanas até 1905, quando foi vendido a um particular, a troco do compromisso de construir um novo edifício para o dito posto mais próximo da povoação de Cabanas.

## Características

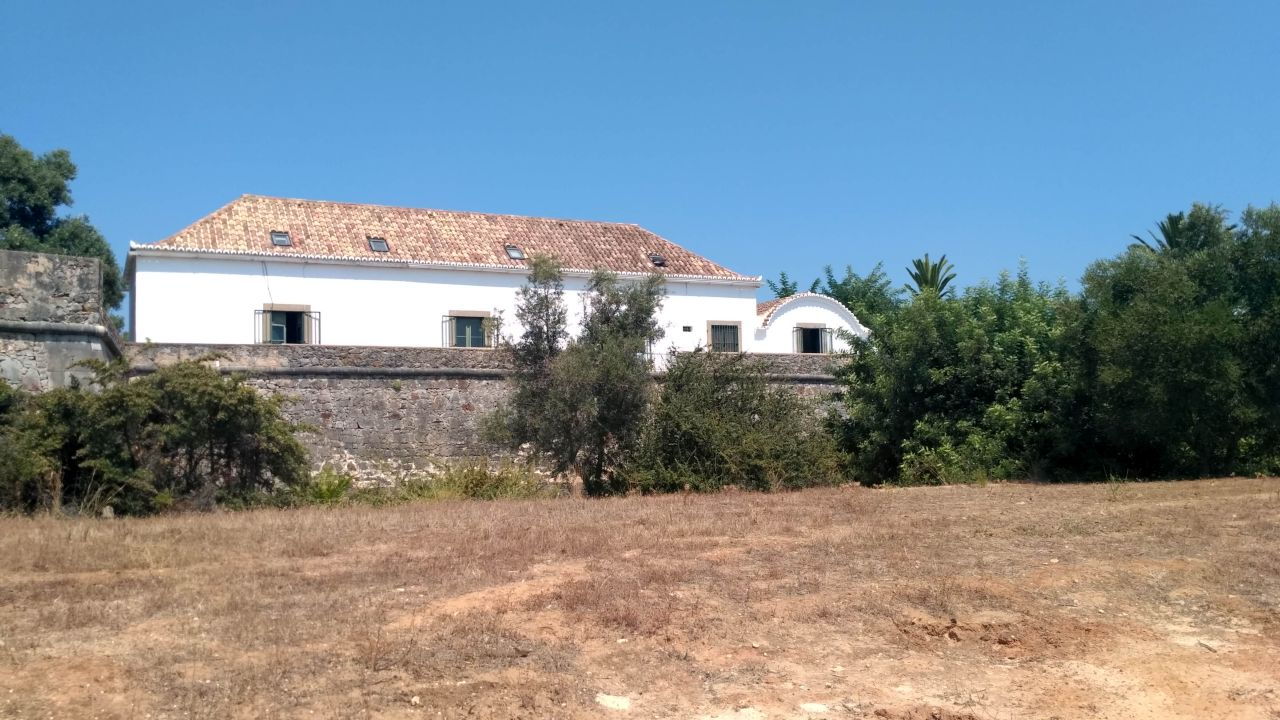
Vista de Sul do Forte de São João da Barra

Apresenta planta quadrangular, em forma de estrela, com quatro baluartes em cada, com rampas de acesso a cada um. Possuía os aposentos do governador, capela dedicada a São João Baptista (os dois edifícios visíveis da face sul), aposentos da guarnição, estrebarias e armazém, para além de um poço.

## Artes
O forte foi utilizado na rodagem do filme À Flor do Mar (1986) , realizado por João César Monteiro .

## Lápides na entrada

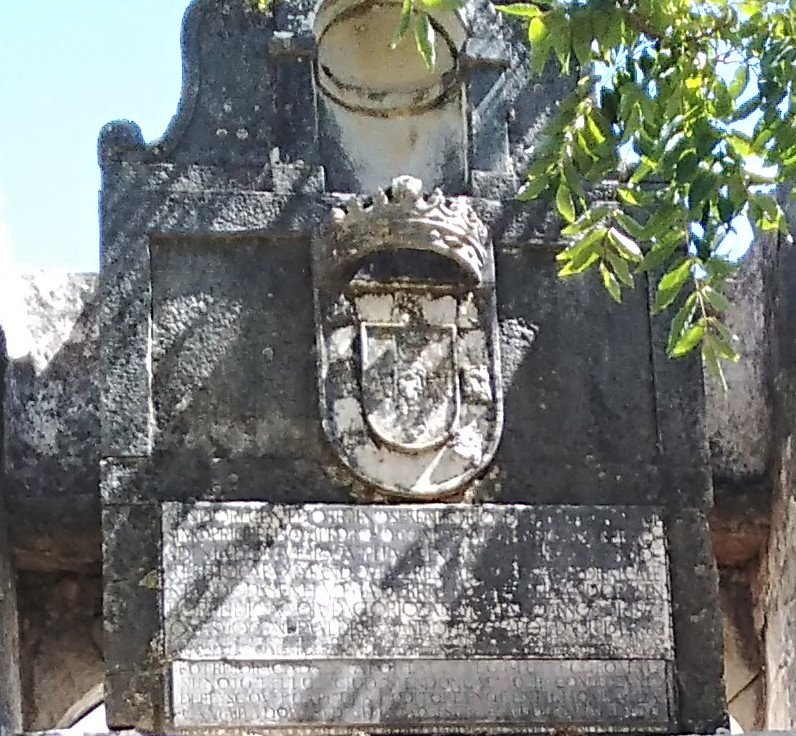
Frontaria superior da entrada do forte

A entrada apresenta duas lápides, uma referente à sua construção original, concluída em 1672 e a segunda referente à sua reedificação em 1793.
A primeira inscrição diz:
```
SENDO REGENTE DOS REINOS E SENHORIOS DE PORTUGAL O SERENÍSSIMO PRÍNCIPE DOM PEDRO O CONDE DE VALE DE REIS DOS CONSELHOS DE ESTADO E GUERRA CAPITÃO GERAL DESTE REINO ACHANDO ESTE SÍTIO CAPAZ MANDOU FAZER ESTA FORTALEZA DE PEDRA E CAL ESTANDO DESENHADA JÁ DE TERRA E FAXINA REINANDO O SENHOR REI DOM JOÃO O IV DA GLORIOSA MEMÓRIA NO ANO DE 1656 O MESMO CONDE DE VALE DE REIS MANDOU FAZER A PONTE DA CIDADE DE TAVIRA E GOVERNANDO ESTA FORTALEZA O SARGENTO MAIOR DOMINGOS DE CARPIÃO CASTANHEDA SE LHE ENCARREGOU A ADMINISTRAÇÃO DESTA OBRA A QUAL FEZ DAR PRINCÍPIO EM 19 DE DEZEMBRO DO ANO DE 1670.
```

Algumas individualidades patentes nesta inscrição:
- Sereníssimo príncipe Dom Pedro, trata-se de Pedro II, em regência ainda em vida do reinado do irmão Afonso VI
- Conde de vale de Reis dos conselhos de estado e Guerra capitão geral deste reino - trata-se de Nuno de Mendonça, 2º conde de Vale de Reis e na altura Governador das Armas do Reino do Algarve .
- João o IV de gloriosa memória - João IV, rei de Portugal, o restaurador, pai de Afonso VI e Pedro II
- Sargento mor Domingos de Carpião Castanheda - primeiro governador do Forte.

A segunda inscrição refere:
```
FOI REEDIFICADA ESTA FORTALEZA POR SEU TERCEIRO NETO NUNO JOSÉ FULGÊNCIO DE MENDONÇA E MOURA CONDE DE VALE DE REIS GOVERNADOR E CAPITÃO GERAL DO DITO REINO GENTIL HOMEM DA CÂMARA DO PRÍNCIPE NOSSO SENHOR E DEPUTADO DA JUNTA DESTE REINANDO DONA MARIA I SENDO INSPECTOR DELA O DOUTOR JOSÉ CAETANO DE ANDRADE CASTRO ANO DE 1793.
```

- Nuno José Fulgensio de Mendonça e Moura conde de vale de Reis - trata-se de Nuno José de Mendonça e Moura, 6º conde de Vale de Reis, trineto do anterior conde referido na 1ª lápide e tal como o seu antepassado, exerceu o cargo de Governador Geral das Armas do Algarve .
- Maria I, rainha de Portugal
- José Caetano de Andrade Castro, guarda-mor de Tavira, colaborou também na reedificação da Fortaleza de Cacela.

## Governadores do Forte
Foi possível apenas apurar por enquanto os seguintes nomes:
- Domingos de Carpião Castanheda (1656 - 1673 ))[11]
- Luís de Correia Mascarenhas (1673 - 96).
- Pedro Domingos Palma (1696-1710).
- Francisco de Sampaio (1719-20).
- Francisco Afonso Mascarenhas (1723).
- Manuel Domingos Cavaco (1734-46).
- Caetano Pereira de Araújo e Sousa (1794-1798)[12][13]
- Sebastião Martins Mestre (1808-1820)[14][15]

## Galeria de representações

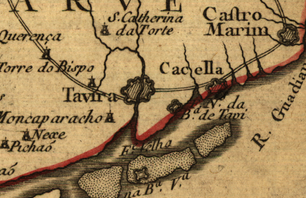
Forte num mapa do séc. XVIII, estando assinalado o "Forte Velho" (Forte do Rato) e o Forte de São João chamado de "Novo da Barra de Tavira".
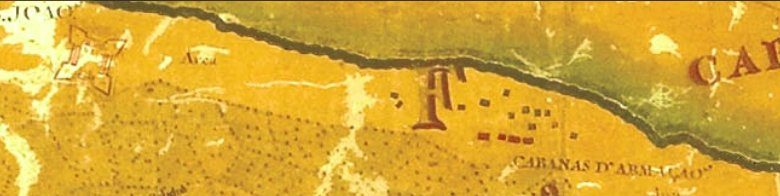
Menção ao forte no mapa "Cidade de Tavira e seus arredores" (ca. 1780) de José Sande de Vasconcelos
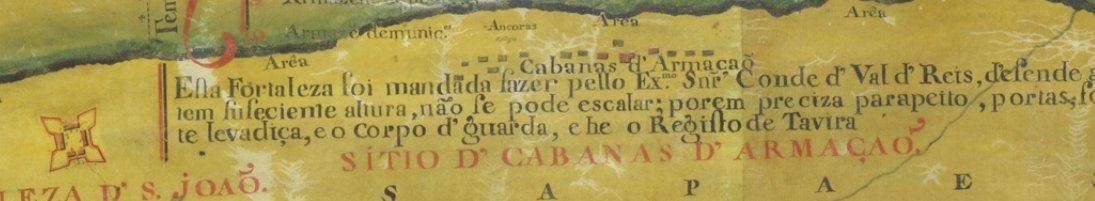
O forte surge num mapa posterior de José Sande de Vasconcelos, este datado de ca. 1795
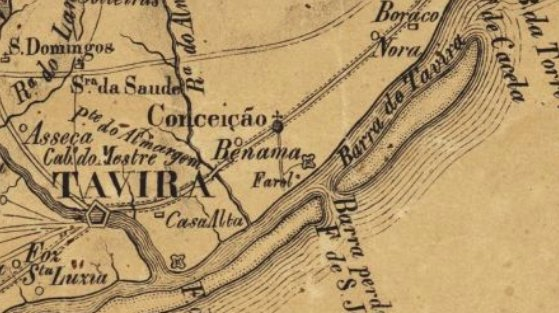
O Forte de São João em 1842 com uma "barra perdida" em frente (autoria: João Baptista da Silva Lopes).
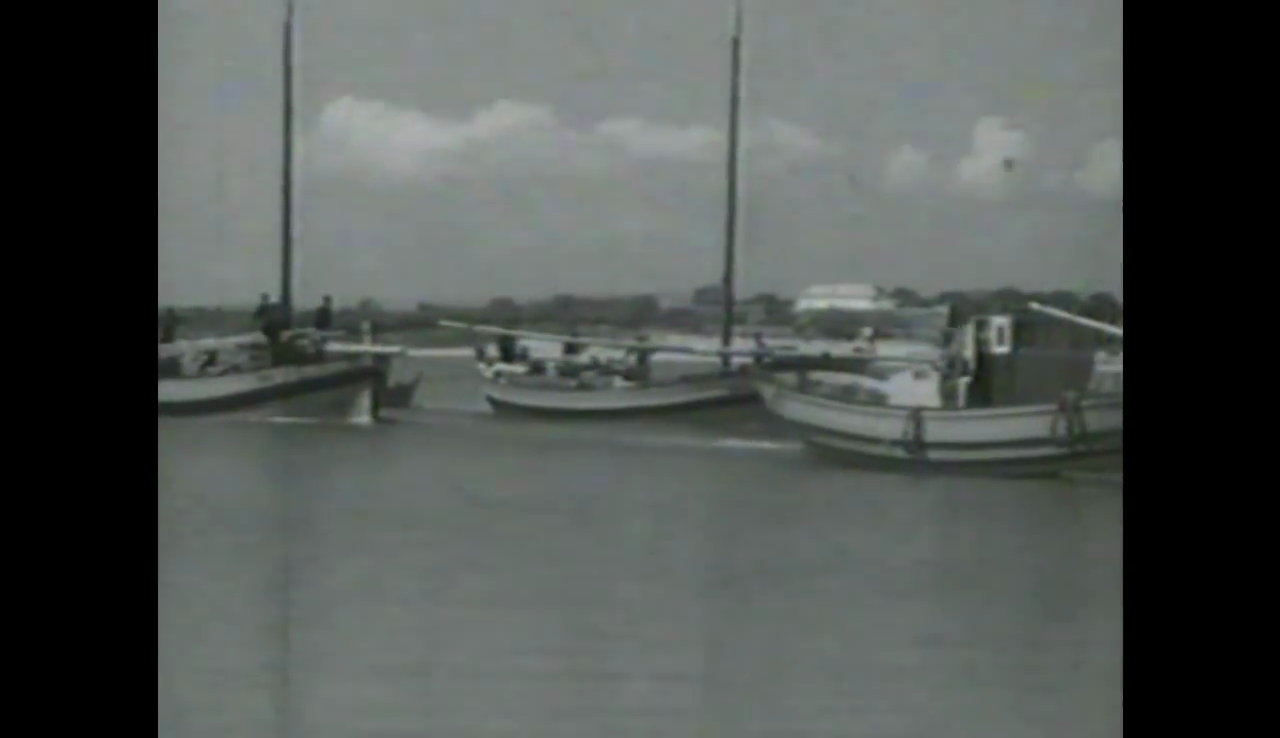
O Forte no filme de António Campos Almadraba Atuneira (1961), por detrás das embarcações